# Rafael del Corral
Rafael del Corral Martínez (Santa Fe de Antioquia, 3 de abril de 1872-Medellín, 3 de agosto de 1946) fue un político, abogado y periodista colombiano, que se desempeñó como Ministro de Obras Públicas de ese país. 

## Biografía
Nació en Santa Fe de Antioquia, al occidente de Antioquia, en 1872, hijo de Mariano del Corral Martínez y de María Josefa Martínez Martínez. Era nieto por vía materna del médico José María Martínez Pardo, y también nieto, pero por vía paterna, del militar Manuel del Corral Arrubla, y bisnieto del dictador del Estado Libre de Antioquia, Juan del Corral. Estudió Jurisprudencia en la Universidad de Antioquia, en Medellín, de donde se graduó en 1895.
Comenzó su carrera política como miembro del concejo de Santa Fe de Antioquia, organización que llegó a presidir en varias oportunidades, para después ser diputado a la Asamblea Departamental de Antioquia y Secretario General de la Gobernación de Antioquia en 1908, durante el gobierno departamental de Dionisio Arango Mejía. Así mismo, se desempeñó como Representante a la Cámara por Antioquia y Senador de la República de Colombia. Durante el gobierno de Marco Fidel Suárez, se desempeñó como Ministro de Obras Públicas de Colombia entre 1918 y 1919. Siendo gobernador de Antioquia Carlos Cock Parra, del Corral fue Gobernador encargado entre octubre de 1930 y enero de 1931.
Escribió varias obras, entre ellas Monografía del Distrito de Urrao y el soneto Salve Antioquia, sobre la descentralización administrativa. Se casó en 1911 en Santa Fe de Antiqouia con Eloisa Villa.